# Europarlamentari della Repubblica Ceca della VI legislatura
Gli europarlamentari della Repubblica Ceca della VI legislatura, eletti in seguito alle elezioni europee del 2004, sono stati i seguenti.

## Composizione storica
| Europarlamentare  | Lista                                                          | Gruppo  |
| ----------------- | -------------------------------------------------------------- | ------- |
| Jana Bobošíková   | Indipendenti                                                   | NI      |
| Jan Březina       | Unione Cristiana e Democratica - Partito Popolare Cecoslovacco | PPE-DE  |
| Milan Cabrnoch    | Partito Democratico Civico                                     | PPE-DE  |
| Petr Duchoň       | Partito Democratico Civico                                     | PPE-DE  |
| Hynek Fajmon      | Partito Democratico Civico                                     | PPE-DE  |
| Richard Falbr     | Partito Social Democratico Ceco                                | PSE     |
| Věra Flasarová    | Partito Comunista di Boemia e Moravia                          | GUE/NGL |
| Jana Hybášková    | SNK Democratici Europei                                        | PPE-DE  |
| Jaromír Kohlíček  | Partito Comunista di Boemia e Moravia                          | GUE/NGL |
| Jiří Maštálka     | Partito Comunista di Boemia e Moravia                          | GUE/NGL |
| Miroslav Ouzký    | Partito Democratico Civico                                     | PPE-DE  |
| Miloslav Ransdorf | Partito Comunista di Boemia e Moravia                          | GUE/NGL |
| Vladimír Remek    | Partito Comunista di Boemia e Moravia                          | GUE/NGL |
| Zuzana Roithová   | Unione Cristiana e Democratica - Partito Popolare Cecoslovacco | PPE-DE  |
| Libor Rouček      | Partito Social Democratico Ceco                                | PSE     |
| Nina Škottová     | Partito Democratico Civico                                     | PPE-DE  |
| Ivo Strejček      | Partito Democratico Civico                                     | PPE-DE  |
| Daniel Strož      | Partito Comunista di Boemia e Moravia                          | GUE/NGL |
| Oldřich Vlasák    | Partito Democratico Civico                                     | PPE-DE  |
| Jan Zahradil      | Partito Democratico Civico                                     | PPE-DE  |
| Tomáš Zatloukal   | SNK Democratici Europei                                        | PPE-DE  |
| Vladimír Železný  | Indipendenti                                                   | IND/DEM |
| Josef Zieleniec   | SNK Democratici Europei                                        | PPE-DE  |
| Jaroslav Zvěřina  | Partito Democratico Civico                                     | PPE-DE  |